# Pawel Fjodorowitsch Judin

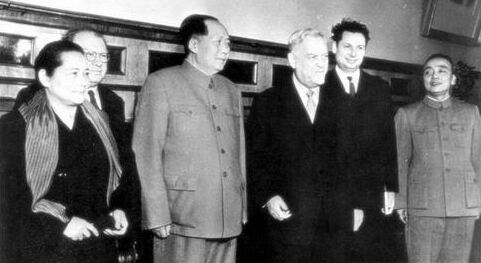
Pawel Judin 2. von links mit Mao Tse-tung und Nikolai Bulganin

Pawel Fjodorowitsch Judin (russisch Па́вел Фёдорович Ю́дин; * 25. Augustjul. / 6. September 1899greg. im Dorf Apraxino, Gouvernement Nischni Nowgorod, Russisches Kaiserreich; † 10. April 1968 in Moskau, Sowjetunion) war ein sowjetischer Philosoph, Diplomat und Parteifunktionär.

## Leben
Judin studierte an der Leningrader Kommunistischen Universität und bis 1931 am Institut der Roten Professur. 1932 bis 1938 war er dort Direktor und 1938 bis 1944 Direktor des Instituts für Philosophie der Akademie der Wissenschaften der UdSSR. Er war Mitglied der Redaktionen der Zeitschriften Bolschewik und Unter dem Banner des Marxismus. 1937 bis 1947 war er verantwortlich für das Verlagswesen in der Sowjetunion und Direktor des Staatsverlages. Von 1947 bis 1950 war er Chefredakteur der Kominform-Zeitschrift Für dauerhaften Frieden, für Volksdemokratie. Anschließend ging er nach China, um Mao Tse-tung bei der Herausgabe seiner Werke zu unterstützen. Von Oktober 1952 bis März 1953 war er Kandidat des Präsidiums des ZK der KPdSU. Im April 1953 wurde Judin als Politischer Berater des Vorsitzenden der Sowjetischen Kontrollkommission nach Berlin entsandt und fungierte dort ab Juni 1953 als Stellvertreter des neuen Hochkommissars Wladimir Semjonow. Von 1953 bis 1959 war er sowjetischer Botschafter in China und anschließend Professor für Marxismus-Leninismus in Moskau.